# James Burton (album)
| Recensione | Giudizio |
| ---------- | -------- |
| AllMusic   |          |

James Burton è il secondo album del chitarrista statunitense James Burton, pubblicato dalla A&M Records nel luglio del 1971.

## Tracce

### LP (1971, A&M Record, SP-4293)
Lato A (SP-4485)
1. Polk Salad Annie (versione strumentale) – 3:28 (Tony Joe White)
2. Susie-Q (strumentale con coro femminile di sottofondo) – 2:21 (Dale Hawkins, Stanley Joseph Lewis, Eleanor Broadwater)
3. Fire and Rain (versione strumentale) – 3:26 (James Taylor)
4. Fools Rush In (versione strumentale) – 2:33 (testo: Johnny Mercer – musica: Rube Bloom)
5. Johnny B. Good (versione strumentale) – 2:17 (Chuck Berry)
6. I Know (You Don't Want Me No More) (strumentale con voce solista e cori femminili) – 2:29 (Barbara George)

Durata totale: 16:34
Lato B (SP-4486)
1. Delta Lady (versione strumentale) – 2:46 (Leon Russell)
2. Mistery Train (strumentale) – 3:20 (Sam C. Phillips, Herman Parker, Jr.)
3. Rock and Raunch (strumentale) – 2:20 (musica: James Burton)
4. Hound Dog (strumentale) – 2:21 (testo: Jerry Leiber – musica: Mike Stoller)
5. Hi-Heel Sneakers (versione strumentale) – 2:38 (Tommy Tucker)
6. Long Reach (strumentale) – 2:00 (musica: James Burton)

Durata totale: 15:25

## Musicisti
- James Burton – chitarra, dobro
- Altri musicisti non accreditati
- Glen Spreen – arrangiamento strumenti a fiato (A1, A6 e B3), arrangiamento strumenti ad arco (A3), arrangiamento strumenti ad arco e a fiato (B1)

### Produzione
- Felton Jarvis – produzione
- Registrazioni effettuate al RCA Victor Studio di Nashville, Tennessee (circa fine 1970)
- Al Pachucki – ingegnere delle registrazioni
- Roland Young – grafica copertina album originale
- Chuck Beason – design copertina album originale
- Jim McCrary – foto copertina album originale[5]